# Europejskie Igrzyska Halowe w Lekkoatletyce 1969 – pchnięcie kulą kobiet
Pchnięcie kulą kobiet – jedna z konkurencji technicznych rozgrywanych podczas lekkoatletycznych europejskich igrzysk halowych w hali Palac Lodowy w Belgradzie. Rozegrano od razu finał 9 marca 1969. Zwyciężyła reprezentantka NRD Marita Lange. Tytułu zdobytego na poprzednich igrzyskach nie broniła Nadieżda Cziżowa ze Związku Radzieckiego.

## Rezultaty

### Finał
Rozegrano od razu finał, w którym wzięło udział 7 miotaczek.

Opracowano na podstawie materiału źródłowego.
| Miejsce | Zawodniczka        | Wynik |
| ------- | ------------------ | ----- |
| 1       | Marita Lange       | 17,52 |
| 2       | Iwanka Christowa   | 16,94 |
| 3       | Ingeburg Friedrich | 16,42 |
| 4       | Judit Bognár       | 15,58 |
| 5       | Helena Fibingerová | 14,49 |
| 6       | Mirjana Bosnić     | 14,22 |
| 7       | Liese Prokop       | 12,97 |